# Союз Т-15
Союз Т-15 е съветски пилотиран космически кораб, който извежда в Космоса първата основна експедиция на орбиталната станция Мир.

## Екипажи

#### Основен
- Леонид Кизим (3) – командир
- Владимир Соловьов (2) – бординженер

#### Дублиращ
- Александър Викторенко – командир
- Александър Александров – бординженер

## Параметри на мисията
- Маса: 6850 кг
- Перигей: 331 km
- Апогей: 366 km
- Наклон на орбитата: 51,6°
- Период: 91,5 мин

## Програма
Първа основна експедиция на станцията Мир, шеста последна основна на станцията Салют-7.

### Скачване с „Мир“
Всички кораби от модификацията Союз Т са оборудвани със системата за сближаване „Игла“, а станцията „Мир“ е оборудвана със системата „Курс“. Това налага скачването да стане ръчно с помощта на лазерен далекомер, какъвто е използван при скачването на Союз Т-13 с неуправляемата Салют-7 предната година. По време на първия престой на станцията са приети товарните кораби Прогрес-25 и -26.

### Прелитане до „Салют-7“
За пестене на горивото на „Союз Т-15“ орбитата на „Мир“ е снижена и така разстоянието между двете станции е намалено от 4000 на 2500 km. Самото прелитане е с продължителност от около 29 часа. От борда на „Салют-7 космонавтите правят две излизания в открития космос откъдето прибират резултатите от експерименти, изследователски прибори и образци от материали. По време на излизането експериментират с развръщането на гъвкава ферма и заваряване.

### Космически разходки
| № | Участници                      | Начало                | Край                  | Продължителност    |
| - | ------------------------------ | --------------------- | --------------------- | ------------------ |
| 1 | Владимир Соловьов Леонид Кизим | 28 май 1986 05:43 UTC | 28 май 1986 09:23 UTC | 3 часа и 40 минути |
| 2 | Владимир Соловьов Леонид Кизим | 31 май 1986 04:57 UTC | 31 май 1986 09:58 UTC | 5 часа и 1 минута  |

По време на престоя на космонавтите на „Салют-7“ към станцията „Мир“ се скачва и осъществява в автоматичен режим Союз ТМ-1. Извършва шестдневен съвместен полет и на 30 май корабът се приземява.
След завършване работата по програмата си космонавтите консервират и напускат станцията „Салют-7“.

### Завръщане на „Мир“
Космонавтите се завръщат на борда на „Мир“ на 26 юни след нов 29 часов преход между двете станции. Те пренасят 20 прибора с обща маса 350 – 400 kg от „Салют-7“ на „Мир“. На 3 юли Леонид Кизим подобрява рекорда на Валерий Рюмин за общ престой в космоса. На 6 юли той става първият човек, престоял в космоса една година. През последните 20 денононщия на станцията „Мир“ се провежда изследване повърхността на Земята.

### Интересни факти
- Първа в света космическа експедиция с прелитане между космически станции.
- Първа космическа експедиция с двойно прелитане между две станции (Мир -> Салют-7 -> Мир).
- Като спускаем апарат е използван модулът от аварийния старт на Союз Т-10-1.